# Hidalgo (Villa Comaltitlán)
Hidalgo es una localidad del estado mexicano de Chiapas. Es parte del municipio de Villa Comaltitlán.

## Toponimia
El nombre de la localidad rinde homenaje a Miguel Hidalgo, héroe de la Independencia de México y considerado Padre de la patria.

## Demografía
| Gráfica de evolución demográfica |
|                                  |

| Censo | Población |
| ----- | --------- |
| 1940  | 307       |
| 1950  | 566       |
| 1960  | 528       |
| 1970  | 710       |
| 1980  | 787       |
| 1990  | 1 412     |
| 2000  | 1 569     |
| 2010  | 1 640     |
| 2020  | 1 824     |